# Francisco Bolognesi
Francisco Bolognesi Cervantes (Lima, 4 de noviembre de 1816-Arica, 7 de junio de 1880) fue un militar peruano conocido por su participación en la Guerra del Pacífico. Con el grado de coronel, defendió a la plaza de Arica enfrentando a las fuerzas chilenas muy superiores en número y poderío; y tras hacer la promesa de pelear «hasta quemar el último cartucho», murió durante la batalla final. Fue declarado Patrono del Ejército del Perú el 2 de enero de 1951 (Orden General del Ejército de 1959) y elevado al grado de Gran Mariscal del Perú por Ley N.º 25 128 del 30 de noviembre de 1989. Es considerado Héroe Nacional del Perú.
Hijo del compositor italiano Andrés Bolognesi y de la arequipeña Juana Cervantes, nació en Lima, según consta en su partida de bautismo que se conserva en el archivo arzobispal. A la edad de ocho años se trasladó con su familia a Arequipa donde cursó estudios en el Colegio Nacional de la Independencia Americana y posteriormente fue trasladado, por pedido de su madre, al Seminario Conciliar de San Jerónimo, de la misma ciudad. Luego trabajó como tenedor de libros (contador) de una empresa, de 1832 a 1840; e incursionó en el negocio muy rentable de la cascarilla y la coca, viajando para tal fin a las montañas de Carabaya, en Puno. 
En 1853 ingresó en el Ejército Peruano, durante la amenaza de guerra entre el Perú y Bolivia. Se especializó en artillería. Poco después, se sumó a la revolución de 1854 encabezada por Ramón Castilla contra el gobierno de José Rufino Echenique. Se mantuvo leal al gobierno de Castilla durante la guerra civil que estalló en 1856, y participó en la toma de Arequipa de 6 a 7 de marzo de 1858, en donde resultó herido en un muslo. Fue ascendido a coronel y enseguida participó en la campaña de Ecuador de 1859 a 1860, siendo enviado luego a Europa para adquirir armamento para el ejército y cañones para los fuertes del Callao. Por eso motivo no estuvo presente en el combate del Callao del 2 de mayo de 1866. En 1868 asumió como comandante general de Artillería. 
Al estallar en 1879 la guerra de Chile contra el Perú y Bolivia, se hallaba ya retirado del servicio, pero solicitó su readmisión y fue destinado como jefe de la 3.ª División en el Sur, al frente de la cual se destacó en las batallas de San Francisco y Tarapacá. Al replegarse los restos del ejército peruano hacia Tacna, se le confió la defensa de la plaza de Arica con 2000 hombres, la misma que fue sitiada por fuerzas chilenas muy superiores en número y en poderío de fuego. Cuando el mando adversario, a través del mayor Juan de la Cruz Salvo, le solicitó su rendición, se negó dando su célebre respuesta:

«Tengo deberes sagrados que cumplir y los cumpliré hasta quemar el último cartucho».

Sus oficiales y subordinados le acompañaron resueltamente en su decisión. El 7 de junio de 1880 se libró la batalla final, donde, en sangrienta lucha cuerpo a cuerpo, cumplió su promesa y cayó muerto: una bala le impactó al corazón en tanto que un culatazo le destrozó el cráneo.

## Nacimiento y primeros años
Francisco Bolognesi Cervantes nació en la calle Afligidos (hoy jirón Caylloma N.º 125) de Lima, entonces capital del Virreinato del Perú, el 4 de noviembre de 1816, según consta en su partida de bautismo conservada en la Parroquia de San Sebastián. Su padre fue el italiano Andrés Bolognesi (o Boloñesi), destacado violonchelista y director de orquesta, oriundo de Génova, que llegó al Perú en 1807, estableciéndose primero en Lima y finalmente en Arequipa. Su madre fue arequipeña, llamada Juana Cervantes Pacheco. Tuvo seis hermanos, entre ellos dos mujeres, Margarita y Manuela, que se casaron con extranjeros y se alejaron del país; y un varón, Mariano Bolognesi, que llegó a ser también coronel de artillería y combatiente en la guerra del Pacífico.
Su bautismo se realizó cuatro días después de su nacimiento, siendo su padrino Pedro Zárate Navia y Bolaños, marqués de Montemira, caballero de la Gran Cruz y mariscal de campo de los Reales Ejércitos.
El nacimiento de Bolognesi en Lima, con fecha en 1816, está probado por su partida de bautismo, que se conserva en el archivo arzobispal, y que fue publicada por primera vez en la revista Actualidades, número 67, año II, de 7 de junio de 1904.
Posteriormente surgió la tesis de su nacimiento en Arequipa en 1822, uno de cuyos defensores es el historiador Artemio Peraltilla Díaz, pero que carece de sustento al no haberse hallado en dicha ciudad la partida de bautismo que pruebe ese hecho. Es más, existe otro documento probatorio del nacimiento limeño del héroe: la solicitud presentada por su madre Juana Cervantes al rector del Seminario Conciliar de San Jerónimo, el 16 de febrero de 1830, donde pide una rebaja de la pensión mensual a favor de su hijo Francisco, diciendo explícitamente que el aludido tiene 13 años de edad y que su partida de bautismo se halla en Lima.
Se presume que el niño Bolognesi asistió, al lado de su padre, a la ceremonia de proclamación de la independencia del Perú realizada en la Plaza de Armas por el general José de San Martín el 28 de julio de 1821, pues vivía a poca distancia; lo que sí se sabe a ciencia cierta es que su padre fue uno de los firmantes del Acta de la Declaración de la Independencia del Perú.

## Educación y primeras actividades
Bolognesi comenzó sus estudios escolares en Lima, pero a los ocho años de edad se trasladó con toda su familia a Arequipa, ingresando al Seminario Conciliar de San Jerónimo en 1825, donde sobresalió en el curso de matemáticas, lo que posteriormente habría de servirle para su especialización en el arma de artillería.
A raíz de la muerte de su padre, dejó el seminario y pasó a trabajar como ayudante en la compañía comercial de los señores Lebris y Violler, demostrando gran dedicación y logrando escalar puestos rápidamente. Ello sucedió en el lapso de 1832 a 1840. A los 19 años de edad ya era tenedor de libros (contador).
En 1840 consiguió capitales y emprendió un negocio propio, relacionado con la explotación de coca y cascarilla, en la región montañosa de Carabaya, situada en el departamento de Puno. Para tal efecto se unió en sociedad con los señores cuzqueños Peña, Nadal y Garmendia y se internó en esa zona abrupta y boscosa, donde trabó contacto con tribus indígenas.

## Carrera militar

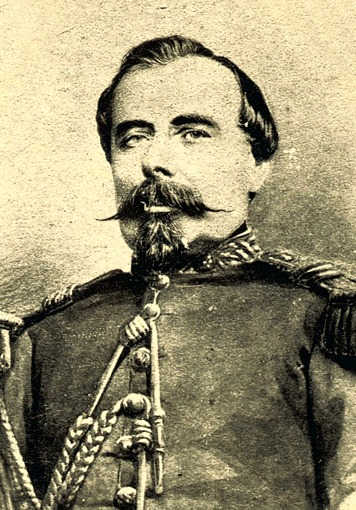
El coronel Francisco Bolognesi. Grabado del.

El 22 de julio de 1844, le tocó presenciar la Batalla de Carmen Alto, librada en una localidad vecina a Arequipa, acción en que las fuerzas constitucionalistas del general Ramón Castilla derrotaron  a las del gobierno de facto del general Manuel Ignacio de Vivanco. Se cuenta que tuvo la osadía de cruzar, montado a caballo, la distancia que separaba  a ambos contendientes, salvándose de morir por una descarga cerrada, que lo tumbó de su cabalgadura. Se dice que Castilla le ofreció un puesto en su ejército, pero Bolognesi optó por permanecer en la vida civil, arguyendo asuntos familiares y de negocios.
Sin embargo, en 1853, al estallar la tensión entre Perú y Bolivia, se alistó y fue seleccionado como segundo al mando de un regimiento de caballería, con el grado de teniente coronel. Si bien no estalló entonces la guerra con Bolivia, Bolognesi eligió permanecer en el ejército, y con el mismo grado de teniente coronel, pasó a ser 2.º jefe del Batallón Libres de Arequipa, participando en la revolución contra el entonces presidente Echenique, y cuyo líder era el general Ramón Castilla.
Durante el desarrollo de dicha campaña, fue nombrado Comisario de Guerra del Ejército Libertador (como se autodenominaba el ejército rebelde), cuya función era llevar las cuentas del personal y del material de guerra. Recorrió la sierra peruana acompañando a Castilla y fue testigo de la firma de los históricos decretos de la abolición del tributo indígena y de la esclavitud. Luego del triunfo de la revolución en la batalla de La Palma, librada el 5 de enero de 1855, se mantuvo en el cargo de Comisario de Guerra, por más de un año, hasta hacer entrega de toda la documentación correspondiente al Tribunal Nacional de Cuentas.
Finalizada su función de Comisario de Guerra, el 18 de abril de 1856 fue nombrado jefe de la Inspección General del Ejército, de cuya dependencia se hallaba el Hospital Militar. Luego, el 14 de noviembre, pasó a ser ayudante de campo o edecán del presidente Ramón Castilla, lo que demuestra el aprecio que le tenía dicho mandatario. Como militar, Bolognesi se especializó en el campo de la artillería, volcando para tal fin sus conocimientos en matemáticas.

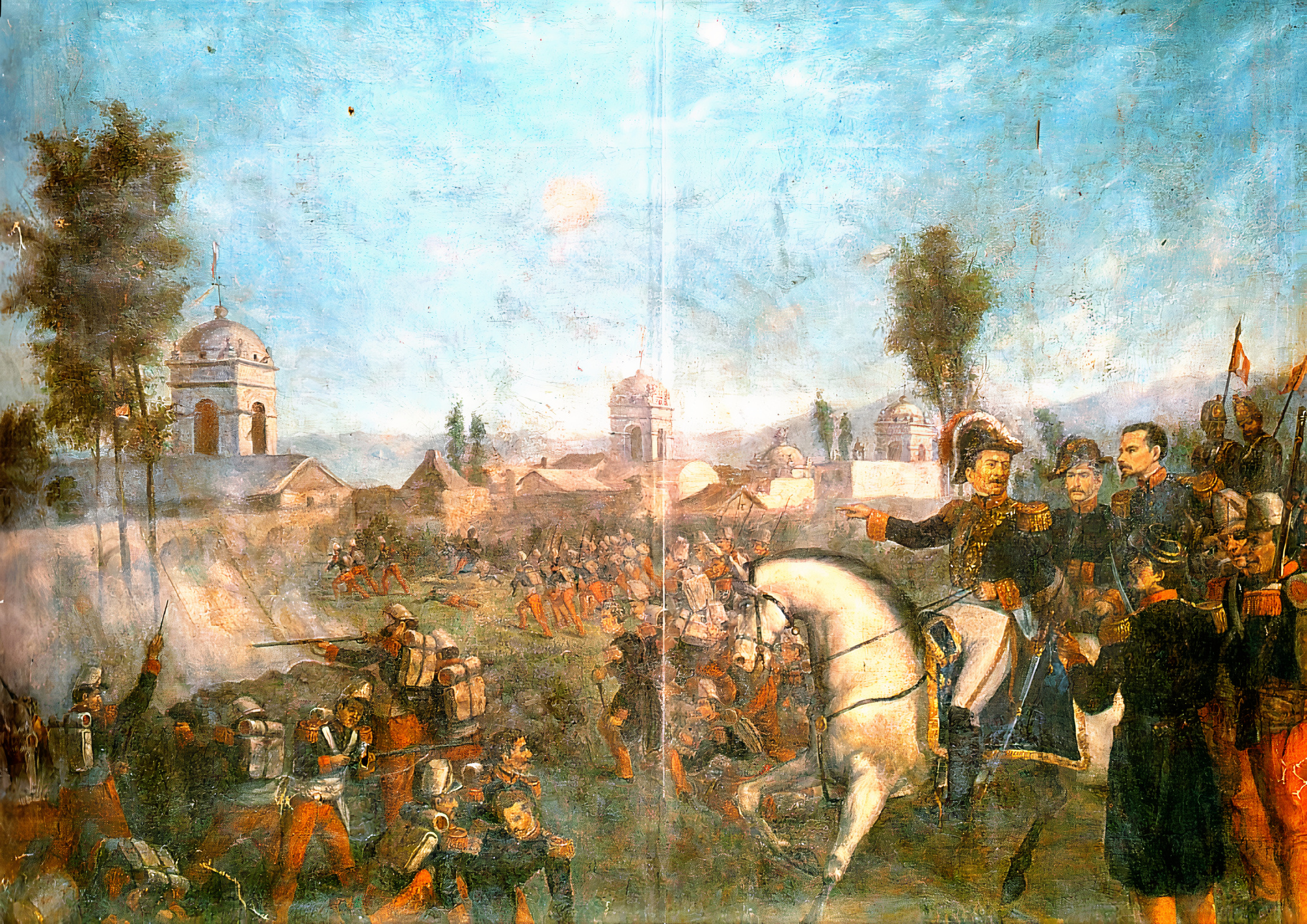
Toma de Arequipa del 5 de marzo de 1858, donde el entonces teniente coronel Francisco Bolognesi resultó herido en un muslo.

En 1856, manteniéndose fiel al gobierno, participó en la guerra civil, que tuvo su punto de partida en el estallido de la revolución del general Manuel Ignacio de Vivanco en Arequipa. Formó parte de la división del general Manuel Layseca, que Castilla envió al Norte y que ocupó la ciudad de Trujillo,  en diciembre de 1856. Bolognesi era el segundo jefe de la columna de Infantería, siendo el primer jefe el entonces teniente coronel Tomás Gutiérrez. Este fue su primer cargo netamente castrense, pues hasta entonces solo había desempeñado funciones administrativas relacionadas con su conocimiento de contabilidad. En marzo de 1857, era jefe de la Sección de artillería, de la División Pacificadora.
Durante la campaña final sobre Arequipa, Bolognesi ejercía como jefe del Escuadrón Volante de Artillería. Participó en el sitio y asalto de dicha ciudad de 6 a 7 de marzo de 1858. Manejó hábilmente dos obuses sobre el fuerte Santa Rosa y recibió dos balas en el muslo derecho, siendo atendido por el médico personal de Castilla. En mérito a su actuación, fue ascendido al grado de coronel efectivo de artillería, el 10 de marzo de 1858. Como dato anecdótico, en la toma de Arequipa participó también, en las fuerzas castillistas, el entonces teniente Andrés A. Cáceres, el futuro Brujo de los Andes, otro de los grandes héroes peruanos de la guerra con Chile de 1879-1883.
En 1859, Bolognesi asistió a la campaña del Ecuador, embarcándose con el Escuadrón Volante de Artillería en la fragata Amazonas. En dicha campaña no hubo ninguna acción de armas.
Terminada la campaña ecuatoriana, el gobierno de Castilla lo envió a Europa para que se perfeccionara en el arma de artillería, y a la vez le encargó la compra de cañones y fusiles con ánima rayada, para el uso del ejército peruano. Regresó al Perú el 18 de enero de 1862, trayendo en total 54 cañones, armamento que fue saludado con regocijo por la población y fue probado con éxito en las playas de Conchán. Aunque no faltaron quienes, a través de la prensa, criticaron las adquisiciones. Bolognesi respondió en defensa del cuerpo de Artillería a través de un artículo que se publicó en el diario El Comercio, el 7 de abril de 1862.
Se cuenta que, en medio de la algarabía causada por la adquisición de esos cañones, alguien dijo que, con tal armamento, ya nadie se atrevería a hacer una revolución a Castilla. Bolognesi le respondió: «Prefiero reventarlos yo mismo, antes de que sirvan para matarse entre peruanos.»
El 12 de mayo de 1862 se hizo cargo nuevamente del Escuadrón Volante de Artillería como su Primer jefe. Accidentalmente asumió la jefatura de la Comandancia  General de Artillería.
Viajó nuevamente comisionado a Europa en 1864, esta vez con la misión de adquirir los poderosos cañones Blakely, los mismos que envió al Perú, mientras que continuaba en el Viejo Continente negociando la adquisición de fusiles. Aquellos Blakely serían usados durante el combate del Callao del 2 de mayo de 1866, contra la flota española del Pacífico, aunque Bolognesi no alcanzó a pelear en dicho combate, por hallarse en ese momento en Guayaquil, en pleno viaje de retorno. En total, trajo al Perú veinticinco mil fusiles, cuatro mil carabinas, doce cañones de acero de gran calibre, y los proyectiles y municiones necesarios.
Pese a haber desempeñado con éxito su misión en Europa, la dictadura de Mariano Ignacio Prado no lo repuso en su cargo de jefe del Escuadrón Volante de Artillería, ni le dio otro puesto importante acorde a su capacidad. Estando en tal situación, Bolognesi se involucró en una conspiración en 1867, en el marco de la revolución constitucional contra el régimen de Prado. Fue apresado junto con el coronel Mariano Vargas, al descubrirse los planes que se tramaban en su propio domicilio. Fue liberado a los pocos días, pero nuevamente fue apresado, junto a los coroneles Erausquin y Ríos. Fue confinado en el pontón Potao, en el Callao, y después en Islay, donde permaneció hasta la caída de Prado en enero de 1868.
Producido el cambio de mando del país, se requirieron nuevamente de sus servicios. Empezó por ser nombrado comandante general de las Baterías de Arica. El 4 de marzo de 1868, instalado ya en Lima el gobierno provisorio de Pedro Diez Canseco, fue nombrado primer jefe del Regimiento de Artillería de la plaza del Callao. Luego pasó a ser comandante general de las Baterías de la misma plaza. Ejerció al mismo tiempo el cargo de gobernador civil del Callao.
El gobierno de José Balta, instalado en agosto de 1868, lo eligió para integrar la comisión enviada a Europa para adquirir artillería y armamento. Dejó entonces su cargo de comandante de las Baterías del Callao, con fecha de 9 de noviembre de 1868. Fue su tercer viaje comisionado al viejo continente. Regresó en julio de 1870, trayendo fusiles Comblain (los primeros en llegar al Perú), entre otro tipo de armamento y vituallas.
Nuevamente, tal como había ocurrido en su segundo retorno de Europa de 1866, no pudo reincorporarse al servicio, pues al parecer se había indispuesto con el presidente Balta. Permaneció «suelto en plaza» durante un año y tres meses, hasta que en 30 de octubre de 1871 empezó a tramitar su licencia indefinida, que obtuvo en junio de 1872, con una irrisoria pensión mensual. Lo de licencia indefinida se entiende no como una separación definitiva del servicio, sino que eventualmente podría volver si el gobierno así lo considerase.

## Guerra del Pacífico

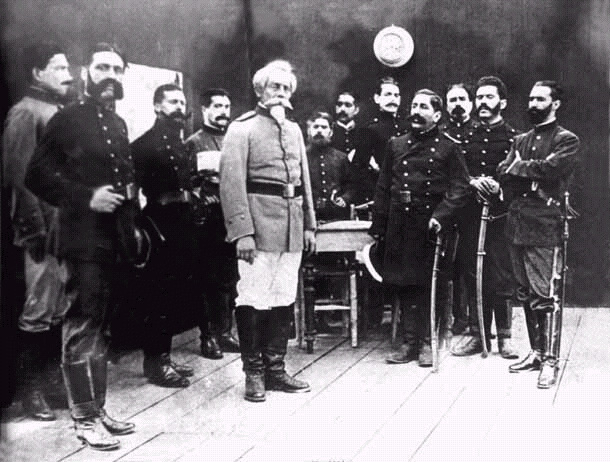
Fotografía tomada posiblemente momentos antes de la batalla de Arica. Representa a Bolognesi con su cuerpo de oficiales. Figuran, entre otros, el teniente coronel Ramón Zavala Suárez, al extremo izquierdo, y el teniente coronel Roque Sáenz Peña, al extremo derecho. Sin embargo, es más probable que esta fotografía sea de una representación teatral montada a fines del siglo XIX y que se inspirara en el cuadro de Juan Lepiani titulado La respuesta.

### Campaña del Sur. San Francisco y Tarapacá
Al estallar la guerra con Chile en 5 de abril de 1879, Bolognesi, de 62 años de edad, se reincorporó al servicio militar, como ayudante mayor de la primera sección del Ejército destinado a operar en la campaña terrestre del Sur. Fue el mismo general en jefe de dicho ejército, Juan Buendía, quien le solicitó que retornara al servicio.
Partió entonces hacia Iquique para asumir sus funciones. Unos meses después, con motivo de la visita del presidente Mariano Ignacio Prado para pasar revista al Ejército del Sur, y por el fallecimiento en un accidente ferroviario del coronel Alejandro Bezada, Bolognesi pasó a ser Jefe de la Tercera División del Ejército del Sur, formada por los batallones Ayacucho N.º 2 y Guardias de Arequipa, de 796 efectivos en total. En tal calidad participó activamente en las acciones contra las fuerzas chilenas a lo largo de la campaña de Tarapacá.
Estuvo en la batalla de San Francisco, librada en 19 de noviembre de 1879. Al frente de la Tercera División formó en el ala izquierda y respondió el ataque enemigo junto con la Primera División del general Manuel Velarde Seoane y la división boliviana del general Pedro Villamil. Pero al producirse el desbande de los bolivianos, y desatarse un desorden generalizado, optó por retroceder con su división en perfecto orden hacia El Porvenir.
Participó luego en la batalla de Tarapacá, librada el 27 de noviembre de 1879, a pesar de encontrarse muy enfermo de fiebre, soportando las diez horas que duró la lucha. Con los efectivos de su división, disminuidos a 680 soldados, ocupó la pendiente del cerro de Tarapacá. Uno de sus soldados, Mariano de los Santos, capturó el estandarte del regimiento segundo de línea del enemigo. Se dice que al final de la batalla, Bolognesi expresó: «Las balas chilenas apenas llegan a las suelas de mi bota», aludiendo irónicamente a un disparo que le había arrancado un tacón de sus granaderas.
Finalmente, condujo la penosa retirada de las tropas peruanas hacia Arica, dando muestras de gran energía, pese a su avanzada edad.

### La defensa de Arica
El 3 de abril de 1880, Francisco Bolognesi asumió el mando del puerto peruano de Arica, sitiado por las fuerzas chilenas al mando del general Manuel Baquedano.
Bolognesi disponía apenas de poco más o menos de 1500 hombres, mal pertrechados y con escasas municiones; sin embargo, aceptó la misión y demostrando una actividad y un entusiasmo extraordinarios, procedió a levantar fortificaciones en Arica. Ordenó la construcción de tres baterías o fuertes en la playa, que eran el "San José", el "Santa Rosa" y el "Dos de Mayo", y en el Morro, por el lado Este, otros dos fuertes, llamados "Ciudadela" y el "Este", para defenderlo de un posible ataque por ese lado. Estas construcciones se realizaron a base de sacos llenos de arena. Entre los fuertes de la playa y los del Morro ordenó levantar una muralla, también con sacos de arena. Además, formó partidas de caballería para que vigilaran por el norte y por el sur; mejoró la alimentación de la tropa; y ordenó el tendido de una triple red de minas (dinamita camuflada), las cuales debían activarse eléctricamente. Este último trabajo estuvo a cargo del ingeniero Teodoro Elmore, iniciando su ejecución el 2 de junio de 1880; sin embargo, debido a la falta de recursos y tiempo, no llegarían a funcionar idóneamente. Y desafortunadamente, Elmore fue capturado por los chilenos días antes de la batalla.
Al llegar a Arica la noticia de la derrota del ejército aliado peruano-boliviano en la batalla de Tacna, librada el 26 de mayo, Bolognesi convocó a una junta de sus jefes, a la que asistieron 27 de ellos. El acuerdo unánime que se tomó fue el de morir antes que rendirse y de agilizar los trabajos de fortificación de la plaza. Hubo solo una voz discordante, la del coronel Agustín Belaunde, comandante del batallón Cazadores de Piérola, el cual se mostró a favor de la capitulación. Se dice que poco después, Belaunde fugó hacia Tacna, escapando de un arresto que se le impuso como medida disciplinaria.

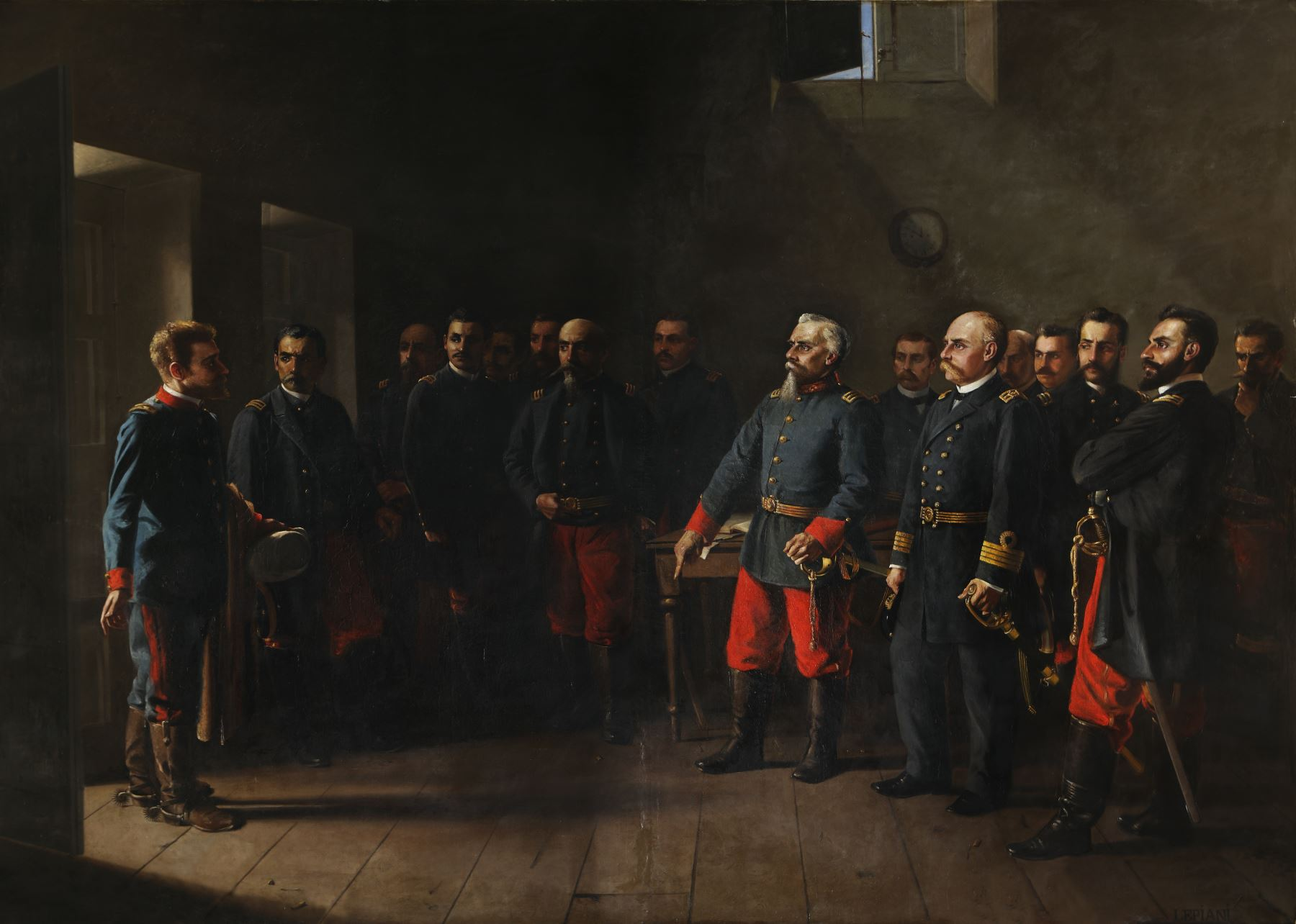
Cuadro de Juan Lepiani titulado La respuesta (1894), que representa al coronel Bolognesi, junto a su estado mayor, respondiendo negativamente a la oferta de rendición del parlamentario chileno Juan de la Cruz Salvo.

Bolognesi y los defensores de Arica guardaban la esperanza de la llegada de refuerzos. En efecto, una división al mando del coronel Segundo Leiva, de unos 3000 hombres, había salido de Arequipa poco antes de la batalla de Tacna, pero se retrasó y llegó a participar en dicha acción. Bolognesi envió dos telegramas a Arequipa, fechados el 3 y el 5 de junio, respectivamente, donde se denota su esperanza concentrada en la siguiente frase, que se ha hecho proverbial: «Apure Leiva». Sin embargo, la ayuda nunca llegaría.
El 5 de junio de 1880, el mayor Juan de la Cruz Salvo fue enviado por el mando chileno, como parlamentario para intimar a Bolognesi la rendición de Arica. Salvo hizo énfasis en que la enorme diferencia numérica de soldados, armamento y logística entre ambas fuerzas, resultaría en un inútil derramamiento de sangre. Bolognesi le respondió: «Tengo deberes sagrados que cumplir y los cumpliré hasta quemar el último cartucho», y repitió su respuesta en presencia de sus oficiales y con el completo respaldo de estos. Los oficiales que acompañaron al Bolognesi en la «sala de la respuesta» eran, según la lista establecida por el historiador Gerardo Vargas, los siguientes: el capitán de navío Juan Guillermo More; los coroneles José Joaquín Inclán, Justo Arias y Aragüez, Marcelino Varela, Alfonso Ugarte y Mariano E. Bustamante; los tenientes coroneles Manuel J. La Torre, Ramón Zavala, Benigno Cornejo, Francisco Chocano, Juan Pablo Ayllón y Roque Sáenz Peña; y el capitán de fragata José Sánchez Lagomarsino (comandante del monitor Manco Cápac). Otra versión incluye a los tenientes coroneles Ricardo O'Donovan y Francisco Cornejo. 
El 6 de junio hubo un último intento del mando chileno de intimar a la rendición a Bolognesi, enviando en calidad de parlamentario al ingeniero Elmore. Pero el mando peruano se negó a recibirlo como tal, pues siendo Elmore un prisionero peruano, contrariaba las prescripciones militares del caso. Antes de regresar al campamento chileno, Elmore aprovechó la oportunidad para describir a sus compatriotas la situación del lado chileno y les previno que el ataque enemigo vendría por el sector Este, como efectivamente ocurriría.

### La batalla de Arica

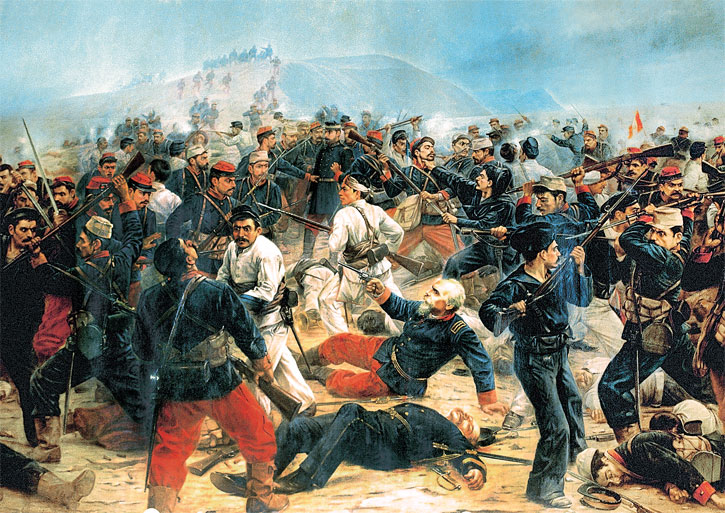
El último cartucho. Óleo del pintor peruano Juan Lepiani, que representa el último instante de vida del coronel Bolognesi, quien, revólver en mano, cumplió su promesa de pelear «hasta quemar el último cartucho». A su lado yace muerto el capitán de navío Juan Guillermo More.

Tras varios días de sitio y bombardeo, y debido a las numerosas bajas recibidas en el intento de doblegar a las defensas peruanas de Arica por vía marítima, el mando chileno acordó finalmente un ataque masivo terrestre. El encargado de dirigir la operación fue el coronel Pedro Lagos. Previamente, se realizó un masivo bombardeo sobre Arica.
En la madrugada de 7 de junio de 1880, los chilenos desataron el asalto de Arica por el sector Este, donde se hallaban los fuertes Ciudadela y Este. Se inició así la batalla de Arica. La primera acometida chilena la recibió el fuerte Ciudadela, donde dieron férrea resistencia los batallones Granaderos de Tacna y Artesanos de Arica. Allí murió luchando bravamente el coronel Justo Arias y Aragüez y destacó el cabo Alfredo Maldonado, que voló a costa de su vida el polvorín, lo que mató a diez soldados chilenos y a otros más peruanos. Ello originó la feroz represión de los chilenos, que lanzaron la consigna de no hacer prisioneros.
Caída la Ciudadela, el fuerte Este concentró la arremetida Chilena; su jefe, el coronel Marcelino Varela, resultó herido y fue reemplazado por el comandante Francisco Chocano. En la defensa de este fuerte cayeron José Joaquín Inclán (comandante general de la VII División), Ricardo O'Donovan (jefe del Estado Mayor de la VII División) y Francisco Cornejo (segundo jefe del batallón Cazadores de Piérola).
Caídos los fuertes Ciudadela y Este, Bolognesi ordenó a los batallones Iquique y Tarapacá (que se hallaban en el sector Norte) que se replegaran hacia el Morro; estos batallones estaban al mando del coronel Alfonso Ugarte. En esta maniobra cayeron el teniente coronel Ramón Zavala (jefe del batallón Tarapacá) y Benigno Cornejo (segundo de Zavala), así como el coronel Mariano Bustamante (jefe de Estado Mayor de la VIII División). Bolognesi intentó también activar las minas que harían volar el Morro, pero estas no funcionaron.

### Muerte de Bolognesi y final de la batalla de Arica

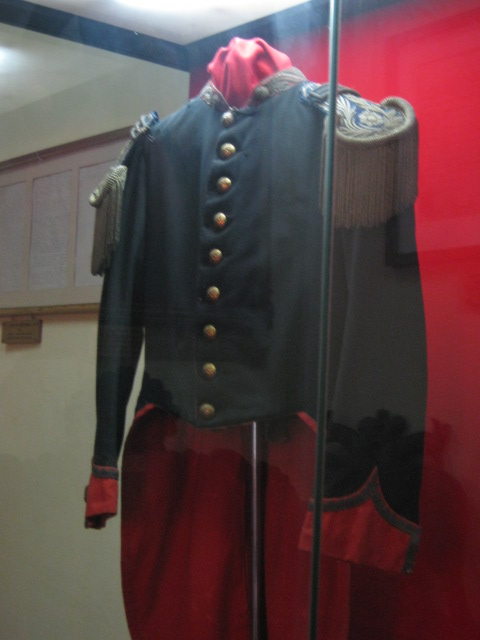
El uniforme de combate que usó Bolognesi durante la Batalla de Arica.

En el Morro se concentraron 400 defensores peruanos al mando de Bolognesi, Manuel J. La Torre, Alfonso Ugarte, Roque Sáenz Peña y Juan Guillermo More. Los chilenos asaltaron el Morro avanzando desde Cerro Gordo. En medio de la feroz pelea cuerpo a cuerpo que se desarrolló en la cima del Morro, el coronel Bolognesi cayó herido de bala, pero aun así empuñó su revólver para seguir luchando, instante en el que murió por efecto de un culatazo en la cabeza (otra versión habla de un balazo) y sus restos fueron defendidos por sus soldados hasta el exterminio de estos. 
Al lado de Bolognesi sucumbió el capitán de navío Juan Guillermo More, jefe de las baterías del Morro, que se batió hasta el último instante de su vida con un revólver y una espada en cada mano, justo como había jurado tras perder a la fragata blindada Independencia.
Otra escena considerada heroica lo dio el sargento mayor Armando Blondel, tercer jefe del Artesanos de Tacna, quien junto con cuatro soldados defendió el pabellón peruano, hasta caer bajo las balas enemigas. Luego, el coronel Alfonso Ugarte, según una versión transmitida por el historiador Clements Markham, tomó el pabellón y montado a caballo se lanzó desde lo alto del Morro hacia el precipicio. En el sector Norte, el teniente coronel Juan Pablo Ayllón, hizo volar las Baterías San José, Dos de Mayo y Santa Rosa, para que no cayeran en poder del enemigo. Por su parte, el comandante Lagomarsino hundió a su buque, el monitor Manco Cápac.
Murieron en Arica unos 900 defensores peruanos, es decir, casi los dos tercios de las fuerzas totales; el resto fue tomado prisionero. Tan elevado número de víctimas peruanas se debió a que muchos heridos y prisioneros fueron fusilados por los chilenos. Hubo también saqueos, incendios y ataques a los consulados, entre otros desmanes desatados por las tropas vencedoras. Todos estos excesos se dieron, a decir de los mismos chilenos, en represalia por la explosión de algunas minas durante la batalla, que les causaron algunas bajas.

## Repatriación de sus restos

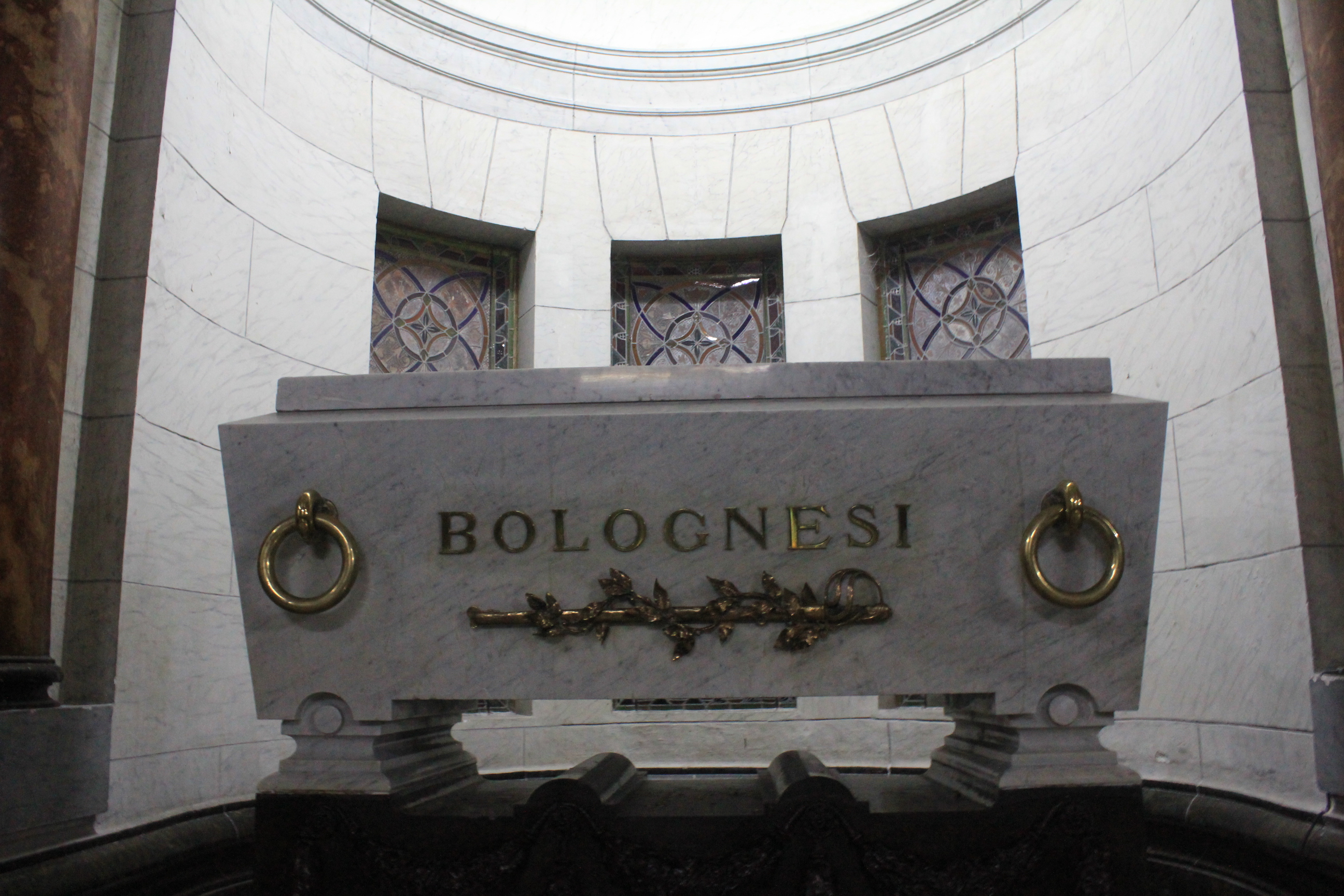
Sarcófago de Bolognesi en la Cripta de los Héroes de la Guerra del Pacífico en el cementerio Presbítero Maestro.

Los restos de Bolognesi fueron trasladados al Perú en julio de 1880, a bordo del transporte Limeña, junto con los restos de otros dos oficiales caídos en Arica: Juan Guillermo More y Ramón Zavala. Dicho navío transportó también a los heridos peruanos, mujeres rabonas, niños y monjas de la caridad que se hallaban en situación de extrema pobreza, sin medios para poder subsistir en Arica.
Llegados al Perú, el 7 de julio de 1880, un mes exacto después de la gesta de Arica, los restos de Bolognesi, More y Zavala recibieron solemnes ceremonias fúnebres. El traslado de los cuerpos al Cementerio General fue acompañado de un impresionante cortejo fúnebre que alcanzaba unas diez cuadras. Los restos de Alfonso Ugarte y otros héroes peruanos del Morro de Arica fueron repatriados años después.
Los restos de los caídos en la guerra con Chile, incluidos los de Bolognesi, fueron trasladados en 1908 a la Cripta de los Héroes, habilitada en el mismo cementerio como lugar de honra especial a los que sucumbieron en defensa de la Patria.

## Descendencia
Casado con la arequipeña María Josefa de la Fuente y Rivero, tuvo cuatro hijos: Francisco Bolognesi de la Fuente, abogado (1839-1878); Rosa Bolognesi de la Fuente (1841-1881); María Trinidad Bolognesi de la Fuente (1843-?); y Margarita Bolognesi de la Fuente (1845-1908).
De un segundo compromiso (no formalizado), con Manuela Medrano Silva, tuvo otros cuatro hijos: Federico Pablo Bolognesi Medrano (1856-1917); Enrique Bolognesi Medrano (1860-1881); Augusto Bolognesi Medrano (1864-1881) y César Bolognesi Medrano (1866-1874); este último falleció siendo aún niño. Federico, Augusto y Enrique lucharon en la Guerra del Pacífico; los dos últimos fueron gravemente heridos en las batallas de San Juan y Miraflores, respectivamente, y fallecieron días después (enero de 1881).
El linaje directo del héroe de Arica continuó con su hijo Federico Pablo, quien se casó con su prima Ana Bolognesi Coloma, de la que tuvo ocho hijos, tres varones y cinco mujeres. Contrajo segundas nupcias con Clotilde Cañote, unión de la que nacieron trece hijos. Dos de los varones de su primer matrimonio murieron muy niños, sobreviviendo Federico Roberto Bolognesi y Bolognesi (1892-1956), empresario y político, que llegó a ser segundo Vicepresidente del Perú, durante el gobierno constitucional del general Manuel Odría (1950-1956).
Casado con María Loret de Mola Escobar, Federico Bolognesi y Bolognesi tuvo una sola hija, que heredó su fortuna: Ana María Bolognesi Loret de Mola, que se casó con el ingeniero químico de origen francés, José Ramón Raguz Zener. Tras perder sus propiedades a raíz de la reforma agraria, la señora Ana María Bolognesi se trasladó a Europa con sus hijas Ana Mamie (n. 1961) y Selina Raguz Bolognesi (n. 1963). Después de varias décadas de ausencia, todas ellas regresaron al Perú y residen actualmente en Lima.

## Homenajes

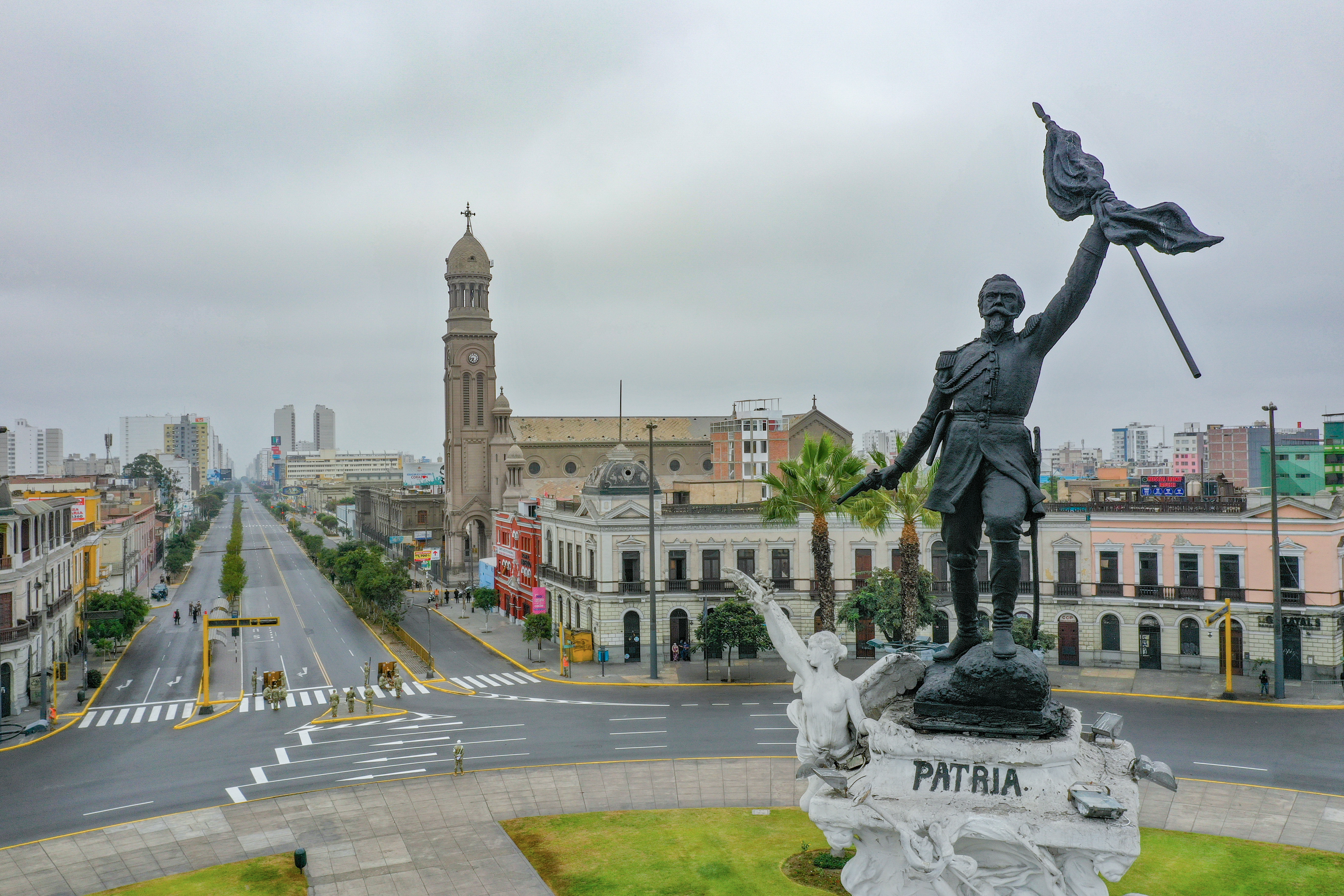
Plaza Bolognesi de Lima.

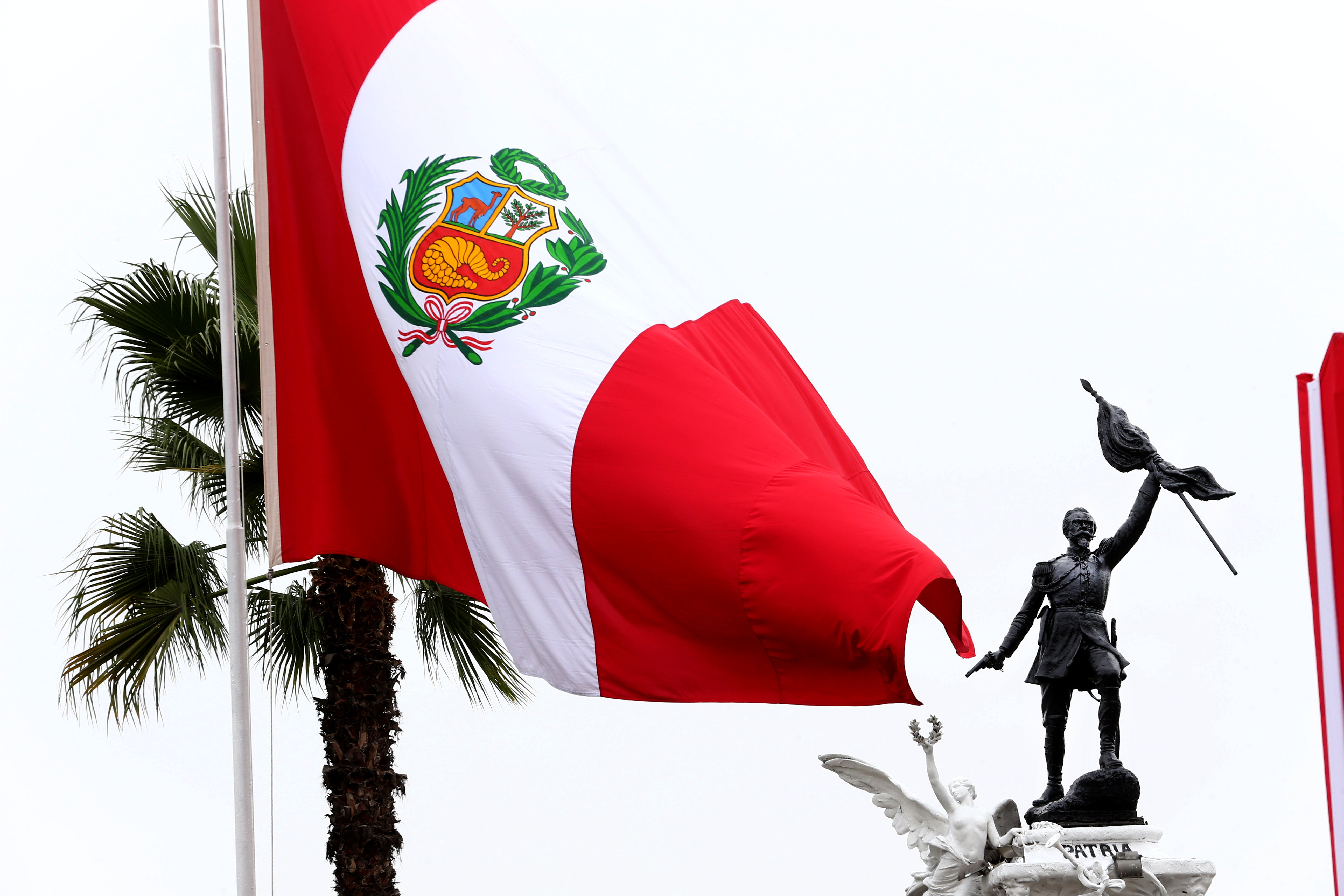
Una vista actual del monumento al héroe en la Plaza de su nombre, en Lima.

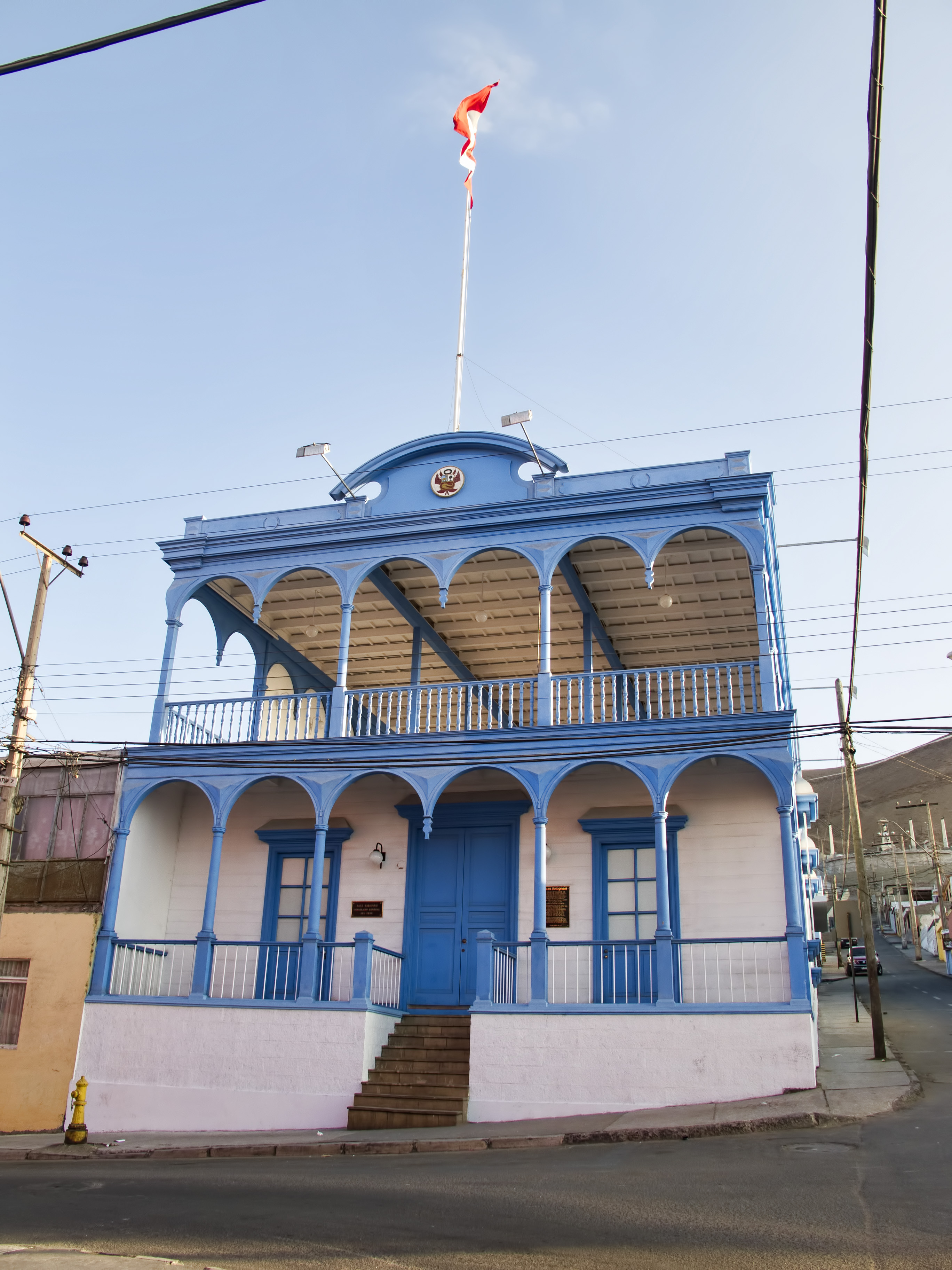
La Casa Bolognesi en la ciudad de Arica.

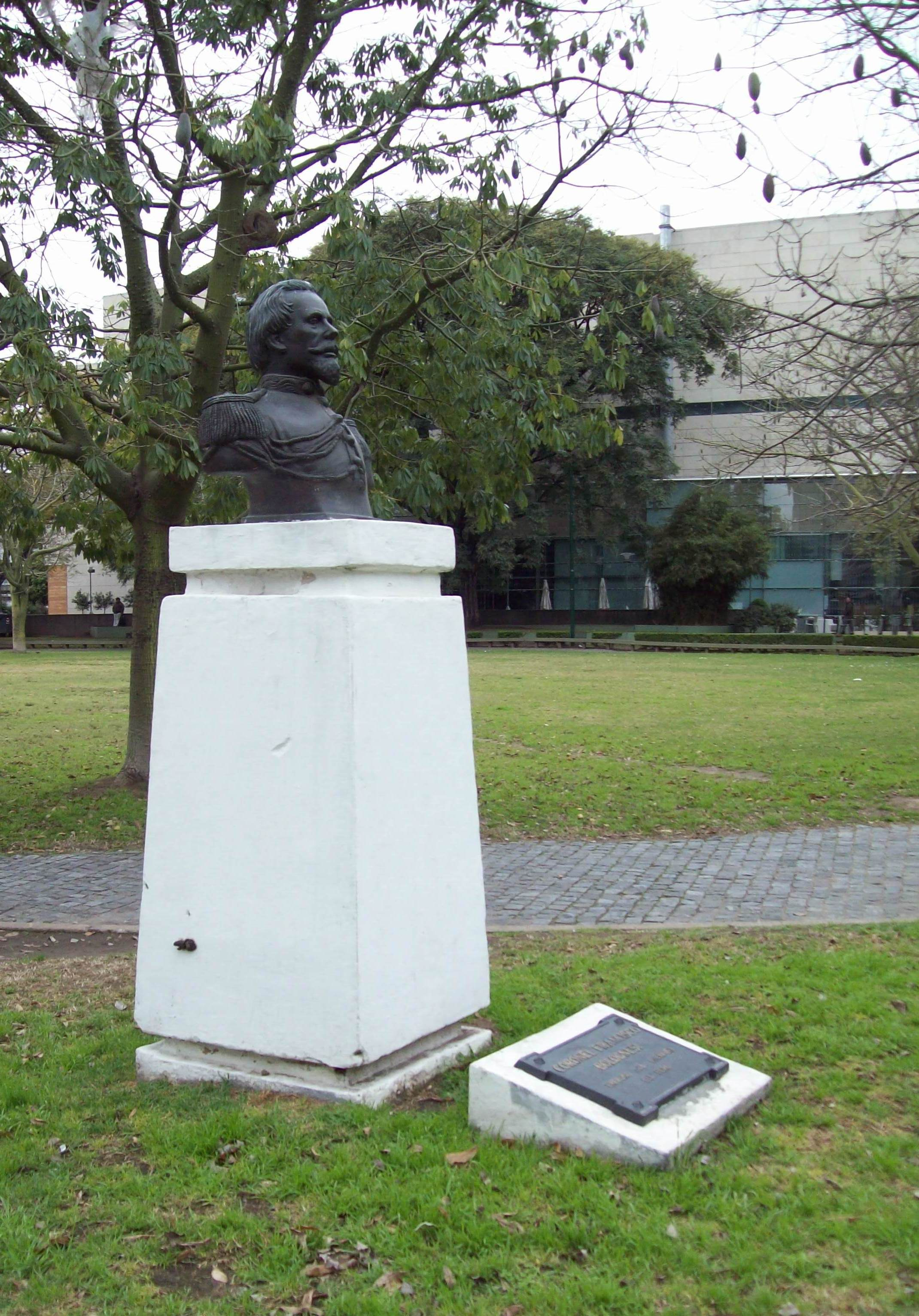
Monumento en Plaza Perú, ciudad de Buenos Aires.

En 1899, el Ateneo de Lima convocó a un concurso para premiar a la mejor composición poética en honor a Francisco Bolognesi. La ganadora fue el trabajo del poeta José Santos Chocano, titulada «La Epopeya del Morro», que luego lo incluyó en su libro antológico, titulado Fiat Lux. Es una de las más célebres obras poéticas del llamado Cantor de América, en versos modernistas.

Bolognesi, vibrante y encendido

en patriótico ardor, buscaba acaso

que pronta muerte le saltara al paso;

y como hubiera sido

corto ese día para tanta gloria,

si Josué paró el Sol en su carrera

hasta alcanzar la bíblica victoria,

¡ah! también él la hubiera detenido

para seguir en la batalla fiera,

hasta haber muerto… ya que no vencido.

El 5 de noviembre de 1905 se inauguró en la ciudad de Lima el monumento en su homenaje, en la llamada desde entonces Plaza Bolognesi, situada en las intersecciones de las avenidas Magdalena (hoy Brasil), Breña (hoy Arica), Alfonso Ugarte y el Paseo Colón. Gobernaba entonces en el Perú el presidente José Pardo y Barreda, en su primer gobierno. A la ceremonia asistió uno de los sobrevivientes de la defensa de Arica, el argentino Roque Sáenz Peña, con rango de general del ejército peruano, quien para el desfile militar recibió el mando de la línea. Delante de la estatua de su antiguo jefe, la emoción le impidió leer su discurso, y se limitó a decir: «¡Presente, mi coronel!»
El discurso de Sáenz Peña, publicado después por los diarios de Lima, contenía este párrafo:

"¡Pelearemos hasta quemar el último cartucho! Provocación o reto a muerte, soberbia frase de varón, condigno juramento de soldado, que no concibe la vida sin el honor, ni el corazón sin el altruismo, ni la palabra sin el hecho que la confirma y la ilumina para grabarla en el bronce o en el poema, como la graba y la consagra la inspiración nacional. Y el juramento se cumplió por el jefe, y por el último de sus soldados, porque el bicolor peruano no fue arriado por la mano del vencido, sino despedazado por el plomo del vencedor".

La escultura original de la Plaza Bolognesi, obra del escultor catalán Agustín Querol, representaba al héroe aferrándose a una bandera y con la cabeza en alto, en el preciso momento en que muere en la batalla. En los años 1950, por decisión del gobierno del general Manuel Odría, fue reemplazada por otra estatua, obra del escultor peruano Artemio Ocaña. En esta nueva representación, se ve al héroe en actitud triunfante y levantando la bandera del Perú. Como explicación  a este cambio, se adujo que la efigie de Bolognesi debía mostrar una expresión más digna de un héroe, lo cual provocó algunas críticas en contra.
Por decreto supremo de 30 de abril de 1924 se declaró que cada 7 de junio se celebrase en todo el país el Día de la Bandera, con homenajes especiales en colegios nacionales y particulares. La ceremonia central se celebra en la Plaza Bolognesi con la presencia de las altas autoridades del gobierno.
Por decreto supremo de 2 de enero de 1951 del gobierno del general Manuel A. Odría, Bolognesi fue declarado Patrono del Ejército del Perú y se instituyó el 4 de noviembre, día de su nacimiento, como Día del Soldado. Fue elevado al grado de Gran Mariscal del Perú por Ley N.º 25 128 del 30 de noviembre de 1989.
La casa donde nació Bolognesi, en el jirón Cailloma 125, Lima, fue restaurada por el Gobierno Revolucionario de la Fuerza Armada y convertido en el Museo de los Combatientes del Morro de Arica, inaugurándose en 1975. Su restauración interior estuvo a cargo del arquitecto Alfonso Estremadoyro, que le devolvió su prestancia colonial, mas no así la fachada, de cuya restauración se encargó el Instituto Nacional de Cultura.
También en su homenaje una calle en la ciudad de Arica lleva actualmente el nombre de "calle Bolognesi"; además, es recordado en la Casa Bolognesi, el inmueble donde respondió el pedido de rendición, actualmente de propiedad del Estado Peruano y cubierta por las disposiciones contenidas en el artículo séptimo del Tratado de Lima de 1929.
Su mayor efigie se encuentra en la ciudad de Tacna, una estatua gigante junto al Arco Parabólico en el Paseo Cívico donde cada domingo se realiza una ceremonia con el juramento expresado por Bolognesi: "Tengo deberes sagrados que cumplir y los cumpliré hasta quemar el último cartucho". Asimismo, en 1929 fue fundado el Coronel Bolognesi Fútbol Club de la ciudad de Tacna.
En la ciudad de Arequipa, en su homenaje, se inauguró en 1952 el Colegio Militar Francisco Bolognesi. Su estatua se encuentra en el Patio de Honor de dicho colegio, así como en la Plaza Bolognesi de la ciudad. También una calle principal de la ciudad lleva el nombre de Bolognesi.